# 드루주키우카
드루주키우카(우크라이나어: Дружківка, 러시아어: Дружковка 드루시콥카[*])는 우크라이나 도네츠크주의 주요 도시 중 하나이다. 인구는 2024년 기준 31,000명이다.

## 인구 통계
2001년의 우크라이나 인구 통계에 따르면 드루주키우카의 언어 통계는 다음과 같다.
- 러시아어 70.3%
- 우크라이나어 28.4%
- 아르메니아어 0.5%
- 벨라루스어 0.1%